# Live action role-playing

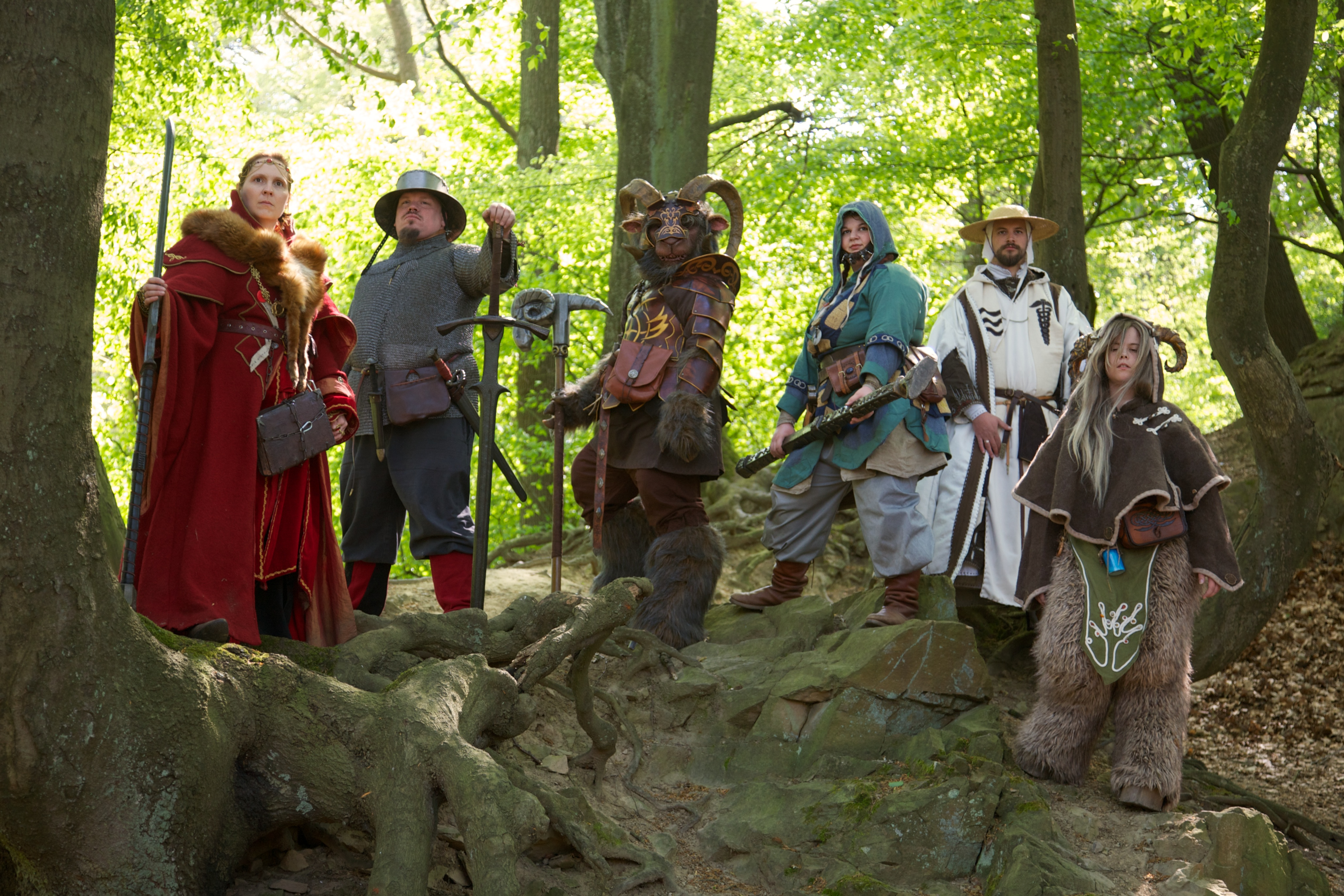
Uczestnicy larpa osadzonego w tematyce fantasy

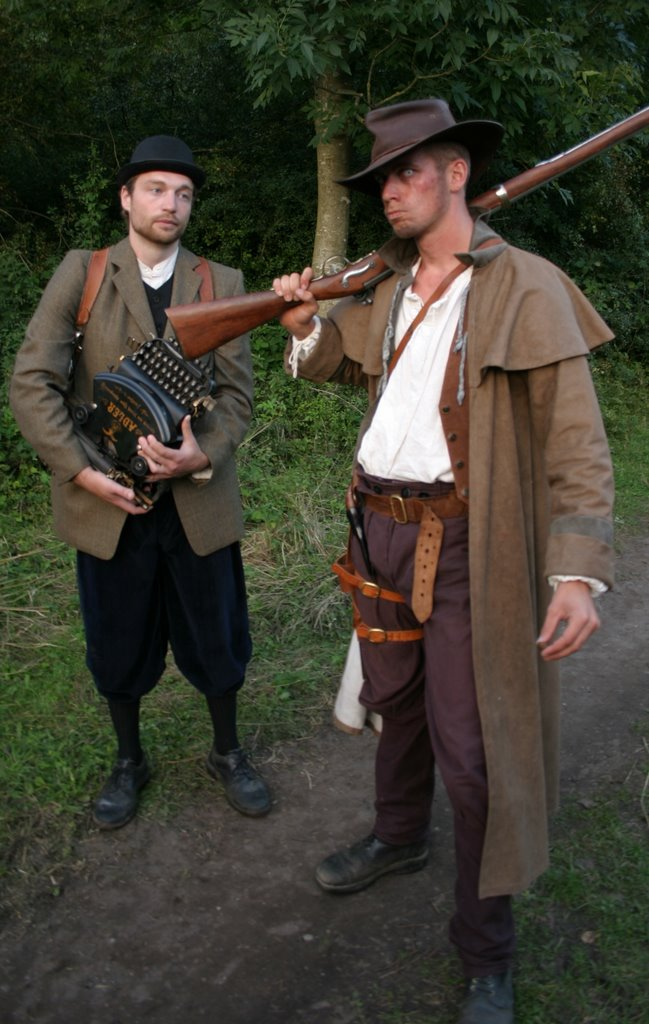
Uczestnicy larpa osadzonego w tematyce steampunk

LARP (ang. live action role-playing) – rodzaj gry fabularnej polegającej na odgrywaniu postaci, podczas której uczestnicy wspólnie tworzą i przeżywają opowieść. Formułą przypomina improwizowany teatr. Gracze mają swobodę w odgrywaniu swoich ról, używając do tego kostiumów, rekwizytów i improwizowanej gry aktorskiej. Na larpach istnieje scenariusz, wokół kórego obraca się narracja, ale jest on bardziej ogólny i bez podziału na kwestie w przeciwieństwie do produkcji filmowych oraz teatralnych. Akcja larpa może być osadzona zarówno w świecie rzeczywistym, jak i fikcyjnym.

## Charakterystyka
Można wyróżnić larpy rozgrywające się w zamkniętych pomieszczeniach, jak i takie, które mają miejsce w otwartym terenie. Zdarzają się larpy łączące w sobie oba wyżej wymienione typy. Scenografia i rekwizyty mogą być zarówno fizyczne, jak i umowne.
Twórcy larpa (zwani także mistrzami gry lub larpmasterami) to często jedyne osoby, które znają scenariusz w całości. Dają one początek historii, która jest później kontynuowana przez graczy i ich działania. Przypomina to w swojej formie teatr improwizowany, gdzie mistrz gry jest pomysłodawcą fabuły, natomiast uczestnicy – aktorami. Wypowiadane przez graczy kwestie oraz ich działania uznaje się za słowa i czyny ich postaci. Ważne jest, aby dopasować się do zaistniałych realiów, jednocześnie nie wychodząc z roli. Dla przykładu grając kogoś honorowego i prawego, nie powinno się zabijać drugiej postaci, nawet gdyby było to najlepszym rozwiązaniem w pewnej sytuacji.
Role kreowane są przez twórców larpa lub przez gracza, który uprzednio porozumiał się z twórcami w tej kwestii. Zależy to od charakteru gry i od założeń fabularnych – przy mniejszej ilości uczestników role są zazwyczaj tworzone odgórnie, przy większych projektach zaś istnieje możliwość składania własnych propozycji.
Każda postać posiada określone dążenia, często pojawią się także: rys psychologiczny i krótka historia. Wszystko to ma na celu jak najlepsze wczucie się w rolę przez gracza.
Istotne w larpach często są stroje (kostiumy), które stanowią ważny element przy tworzeniu klimatu. Mówią one wiele o odgrywanej postaci, niejednokrotnie wskazując na jej status społeczny, zawód czy charakter.
Warto pamiętać, że larpy różnią się od siebie i nie można ich zamknąć w sztywnych ramach. Bazują one zarówno na systemach RPG, fantazji twórców, jak i filmach, musicalach, książkach itd. Mogą być prowadzone w różnoraki sposób, stawiać na grę aktorską, ale także na umiejętności taneczne, wokalne, manualne; zależne jest to od twórców larpa.

## Definicja

### Definicja według Dogma99
Larp: Spotkanie graczy, którzy poprzez swoje role odnoszą się do siebie w ramach fikcyjnego świata.

### Definicja według Oxford Dictionaries
Larp: Rodzaj gry w odgrywanie ról, podczas której uczestnicy fizycznie odgrywają scenariusze, zazwyczaj posługując się kostiumami oraz rekwizytami.

### Definicja według dra Michała Mochockiego
Larp – live action roleplaying game (teatralna gra fabularna) to gra zespołowa, której uczestnicy (na ogół podzieleni na rywalizujące grupy/frakcje) wcielają się w postaci uwikłane w fabularne i społeczne konflikty w fikcyjnym świecie. Działania graczy są nastawione na realizację grupowych i/lub indywidualnych celów, które osiągnąć można m.in. przez negocjacje, podstęp, zarządzanie zasobami czy symulowaną walkę. Ze względu na formułę (rola + fikcyjny problem + kreatywne rozwiązywanie) larp pokrewny jest dramie szkolnej oraz symulacjom szkoleniowym, co zwraca uwagę na jego potencjał edukacyjny.

### Definicja według Larpbase
Wydarzenie, podczas którego uczestnicy (gracze) wcielają się w role (postacie), przy zachowaniu założenia tożsamości ciała gracza oraz postaci; posiadające zbiór zasad oraz początek oraz nie posiadające sztywnego scenariusza (w rozumieniu scenariusza teatralnego).
Możliwe jest zaistnienie takiego wydarzenia, dla którego jedynie część uczestników będzie graczami odgrywającymi postacie. W takiej sytuacji granice larpa wytycza zbiór zasad. Uczestnik wydarzenia, który nie został uświadomiony o jego zasadach nie może być graczem w larpie (nie wie, że uczestniczy w grze – przez niego wydarzenia traktowane są przez pryzmat rzeczywistości), a dla larpa spełnia rolę środowiska, w którym larp się odbywa. Od przyjętego zbioru zasad zależy, jakie warunki muszą być spełnione, by uczestnik stał się graczem (obecność na larpie od samego początku, rozmowa z organizatorem wydarzenia, spontaniczne odgrywanie roli).
Drugą definicją jest wydarzenie spełniające równocześnie wszystkie poniżej wymienione warunki:
- wydarzenie ma początek,
- wydarzenie posiada zbiór zasad,
- dla co najmniej jednej postaci istnieje zbiór cech odróżniających gracza od postaci,
- dla co najmniej jednego gracza istnieje fizyczne ciało tożsame z ciałem postaci.
- dla co najmniej jednej postaci nie istnieje sztywny scenariusz.
- co najmniej jedna postać spełnia 3 powyżej wymienione warunki równocześnie[6].

### Rozwinięcie definicji
Wydarzenie ma początek
Larpem jest jedynie rzeczywiste wydarzenie, nie sam scenariusz larpa. Larp nie musi się kończyć, ale musi się zacząć, by zaistniał. Larp niesceniczny, choć teoretycznie możliwy, uznajemy za inną formę sztuki.
Wydarzenie posiada zbiór zasad
Każdy larp musi posiadać zbiór zasad określających w jaki sposób gracze wcielają się w role. Mogą to być zasady związane z konwencją (zasadą jest, że fabuła odbywa się w magicznym średniowieczu, a postacie powinny odnosić się do siebie zgodnie z konwencją), bezpieczeństwem (zasadą jest, że używana jest jedynie bezpieczna broń, nie prawdziwa) czy dowolnym innym aspektem gry. W ujęciu szerokim zbiorem zasad określamy zbiór wszystkich cech gry odróżniających ją od otoczenia (przez najbliższe kilka minut Jaś jest policjantem, a Małgosia złodziejem).
Dla co najmniej jednej postaci istnieje zbiór cech odróżniających gracza od postaci
Przynajmniej jeden uczestnik wydarzenia musi odgrywać rolę, a nie być sobą. Zapis “co najmniej jednej” pozwala uznać za larpy gry perswasywne, których celem jest wciąganie nowych ludzi do gry lub gry bardzo bliskie rzeczywistości, w których dopiero wydarzenie mające miejsce w grze zwiększy dystans pomiędzy graczami a odgrywanymi postaciami. Powyższy warunek jest zapisem minimalnym stwierdzenia “Wydarzenie, podczas którego uczestnicy (gracze) wcielają się w role (postacie)”.
Dla co najmniej jednego gracza istnieje fizyczne ciało tożsame z ciałem postaci
Warunek odróżniający larpa od gier tabletop RPG czy gier komputerowych, przy uwzględnieniu możliwości, że część postaci jest obecnych jedynie wirtualnie (np. drogą telefoniczną czy za pośrednictwem internetu).
Dla co najmniej jednej postaci nie istnieje sztywny scenariusz.
Warunek odróżniający larpa od sztuki teatralnej lub innego widowiska
Powyższa definicja nie wyklucza sytuacji, w której uczestnikami tego samego wydarzenia są ludzie grający w larpa oraz nie grający w larpa.

### Definicja artystyczna
Larp to gatunek sztuki partycypatyjnej, spokrewnionej z teatrem improwizowanym, którego cechą wyróżniającą jest przyjęcie przez uczestników równocześnie funkcji reżysera, aktora oraz widza.

## Pisownia i nazewnictwo
LARP jest akronimem typu głoskowego angielskiego wyrażenia „Live Action Role Playing”, od którego drogą leksykalizacji powstało słowo larp, traktowane i stosowane w roli nazwy własnej rodzaju aktywności. Na Konferencji Larpowej 2013 we Wrocławiu została oficjalnie przyjęta pisownia „larp” jako poprawna zgodnie z zasadami ortograficznymi stosowanymi dla rzeczowników zwyczajnych na wzór pisowni przyjętej w krajach skandynawskich.

## Larpy a gry fabularne
Larpy są formą rozrywki spokrewnioną z tradycyjnymi grami fabularnymi. Zarówno w larpach, jak i tradycyjnych grach fabularnych gracze wcielają się w role, by wspólnie stworzyć opowieść. Podstawowymi różnicami są odmienna rola prowadzącego gry w tradycyjnych grach fabularnych, a larpach oraz tożsamość ciała gracza, a postaci występująca w larpach, a nieobecna w tradycyjnych grach fabularnych.
Pogląd, jakoby larpy bezpośrednio wywodziły się z tradycyjnych gier fabularnych jest błędny. Pierwszy polski larp fantasy, osadzony w świecie Władcy Pierścieni, odbył się pod Warszawą w latach 50. XX wieku, a pierwsze pisemne źródła wskazujące o rozegraniu improwizowanych gier teatralnych opartych na (podobnie do dzisiejszych larpów) rolach z listą zadań dla graczy pochodzą z XVII wieku. Definicję larpa spełniają także niektóre praktyki BDSM oraz część pierwotnych praktyk religijnych. Niezaprzeczalnym faktem jest jednak, że tradycyjne gry fabularne przyczyniły się do ponownego odkrycia w latach 70. XX wieku w USA oraz wielkiego wzrostu popularności larpów w latach 90. XX wieku na świecie i na początku XXI wieku w Polsce. Także nazwę larp można wywodzić od akronimu RPG (ang. Roleplaying games), używanego powszechnie wobec tradycyjnych gier fabularnych.

## Rodzaje larpów
Larpy podzielić można według wielu kryteriów takich jak liczba graczy, cel gry, metodologia tworzenia gry, miejsce odbywania się gry, a nawet wpływy kulturowe. Dla ułatwienia przyjęto stosowanie szeregu określeń pozwalających kategoryzować larpy – kategorie te nie stanowią jednak zbioru zamkniętego, a jedynie popularnie stosowanego w literaturze dotyczącej larpów.
- Larpy nordyckie to larpy nastawione na przekaz lub wartość artystyczną. Nazwa została stworzona przez środowisko skandynawskich konferencji Knutepunkt w celu odróżnienia artystycznych larpów od tzw. larpów anglosaskich. Przed wdrożeniem pojęcia Nordic Larp stosowane były określenia takie jak Arthaus lub Artlarp. Większość larpów nordyckich osadzonych jest w realiach współczesnych lub historycznych[14].
- Larpy anglosaskie to larpy nastawione na rozrywkę i walkę za pomocą bezpiecznej broni. Nazwa została stworzona przez środowisko skandynawskie dla odróżnienia od larpów nordyckich. Pojęcie to jest rzadko stosowane w środowisku polskim. Larpy anglosaskie w Polsce nazywa się zazwyczaj battle larpami, larpami bitewnymi lub blarpami. Większość jest osadzonych w realiach fantastycznych, głównie Warhammer lub Wiedźmin. Gracze zazwyczaj przed battle larpami zbierają się w charakterystyczne oddziały i opowiadają się w ich ramach po jednej ze stron fabularnego konfliktu zbrojnego[15].
- Chamberlarp to kategoria larpów odbywających się w zamkniętej przestrzeni, najczęściej dla małej liczby graczy z postaciami przygotowanymi w całości przez autora gry zgodnie z przyjętą wizją artystyczną i najczęściej z minimalną lub symboliczną scenografią. Wszystkie te warunki mogą jednak być złamane, a larp wciąż być uznany za chamberlarpa. Głównym kryterium jest przestrzeń oraz decyzja autora[16][17]. Inne określenia używane dla Chamberlarpów to larp stacjonarny[18] lub pokojówka[19].
- Larp terenowy to kategoria larpów odbywających się w otwartej przestrzeni, najczęściej dla dużej liczby graczy, najczęściej z postaciami przygotowanymi we współpracy autora oraz graczy i najczęściej z dosłowną scenografią. Wszystkie te warunki, poza otwartą przestrzenią, mogą jednak być złamane, a larp wciąż będzie uznany za larpa terenowego[20]. Na larpach terenowych często występuje bezpieczna broń. Często zamiennie do wyrażenia larp terenowy stosowane jest słowo terenówka. Jest to jednak określenie nieprecyzyjne, używane w innym kontekście także przez inne środowiska (np. harcerzy). W samym środowisku larpowym określenie terenówka rozumiane jest dwojako – Na południu Polski jako synonim wyrażenia larp terenowy, na północy oraz konwencie Flamberg jako określenie dla larpa, w którym występuje prymat mechaniki nad fabułą[16][21].
- Parlor larp to kategoria larpów nastawionych na rozmowę. Konstrukcja gry zachęca do spiskowania oraz szeroko pojętej gry politycznej. Zarówno chamberlarpy, jak i larpy terenowe mogą być parlor larpami. Jest to pojęcie rzadko stosowane w polskiej teorii larpowej, jednak powszechne w anglosaskim środowisku larpowym w Europie zachodniej oraz Ameryce. Jest czasami mylnie stosowane jako synonim słowa chamberlarp[22].
- Jeepform to kategoria larpów scenicznych, powstała w środowisku skandynawskim[23]. Cechuje ją obecność widowni, częsty udział widowni w spektaklu i jawność scenariusza (scenariusz jest dostępny przed grą, a tajemnice, jakie przed sobą mają postacie są w pełni znane graczom oraz służą do budowania dramaturgii)[24].
- Freeform to kategoria eksperymentalnych larpów, która polega na unikatowej formule. Freeform z definicji ma się wyróżniać jakimś elementem na tle „przeciętnego larpa” i może mieć inne znaczenie od kraju i panującej tam kultury larpowej. Granica freeforma jest płynna. W UK freeformem są gry z napisanymi gotowymi kartami postaci, a w Polsce będą to larpy z podziałem na sceny (niekoniecznie jeepform)[25]. Co roku odbywa się konkurs na freeformy Golden Cobra Challange.
- Gra miejska to gatunek gier zaliczany przez część badaczy gier do larpów[26][27]. Cechują się minimalnym dystansem pomiędzy graczem a postacią (najczęściej gracza od postaci odróżniają jedynie motywacje uczestnictwa w grze) oraz otwartą przestrzenią gry (najczęściej miejską).
- Blockbuster larp – gra wysokobudżetowa, najczęściej trwająca kilka dni w spektakularnej lokacji. Są to larpy zazwyczaj kierowane do społeczności międzynarodowej, ale nie tylko[28]. W Polsce odbywają się m.in. takie blockbustery jak Collage of Wizardry, Idzie Niebo Ciemną Nocą, czy 4th of July.

## Cel gry
Larpy, postrzegane przez pryzmaty gry, w zależności od konstrukcji mogą mieć jeden lub więcej celów – bardzo rzadko jednak umożliwiających wygranie larpa. Nie zwycięstwo, a wspólne przeżycie gry jest jej celem, w ramach jednej ze 4 funkcji larpa:
- Funkcja ludyczna
- Funkcja edukacyjna
- Funkcja terapeutyczna
- Funkcja artystyczna

## Terminologia
W opisywaniu i badaniu larpów wykorzystuje się szereg pojęć o znaczeniu odmiennym niż zwyczajowym.

### Gracz
Uczestnik larpa odgrywający postać.
Uczestnik larpa, odnoszący się do pozostałych uczestników w ramach przyjętej diegezy za pośrednictwem ról. Gracz podczas larpa przyjmuje równocześnie funkcje reżysera, aktora oraz widza. Relacja pomiędzy graczem a postacią wynika z zasad larpa i może mieć charakter stały (jeden gracz odgrywa w ramach jednego larpa jedną postać) lub zmienny (jeden gracz może odgrywać wiele postaci, wielu graczy może odgrywać jedną postać). Bliskość cech gracza i postaci określana jest mianem dystansu. Mały dystans może skutkować zjawiskiem bleedu – przeniesienia się cech i emocji z gracza na postać (bleed out) lub postaci na gracza (bleed in).

### Postać
Rola odgrywana przez gracza podczas larpa.
Zbiór cech i informacji charakteryzujący sposób w jaki gracz odnosi się do innych postaci w ramach diegezy podczas larpa. Informacje potrzebne do odgrywania postaci przekazywane mogą być w dowolnej, zrozumiałej dla wszystkich zainteresowanych formie – często pisemnej. Relacja pomiędzy graczem a postacią wynika z zasad larpa i może mieć charakter stały (jeden gracz odgrywa w ramach jednego larpa jedną postać) lub zmienny (jeden gracz może odgrywać wiele postaci, wielu graczy może odgrywać jedną postać). Bliskość cech gracza i postaci określana jest mianem dystansu. Mały dystans może skutkować zjawiskiem bleedu – przeniesienia się cech i emocji z gracza na postać (bleed out) lub postaci na gracza (bleed in). W trakcie odgrywania postaci może wystąpić zjawisko immersji.

### Immersja
Immersja (ang. immersion, łac. immersio – zanurzenie) – Zjawisko uczucia gracza zanurzenia się w larpa (świat, fabułę postać etc), którego intensywność zależna jest od stopnia zawieszenia niewiary w przyjmowaniu diegezy, fabuły, semiotyki oraz innych postaci za rzeczywistych dla postaci w którą wciela się gracz. Im większa immersja, tym silniejsze wrażenie realizmu i tym większe prawdopodobieństwo wystąpienia zjawisko bleedu u gracza. Immersja występuje w odniesieniu do Odgrywanej postaci, świata oraz fabuły w różnym stopniu, współtworząc motywacje uczestnictwa gracza w larpie oraz obrany styl gry. Na immersję jako całość składa się szereg zjawisk psychologicznych takich jak flow, immersja sytuacyjna, trans, przywiązanie do postaci, katharsis, kairosis, kenoza.

### Bleed
Bleed (ang. krwawienie) to zjawisko przenikania się cech i emocji gracza i postaci podczas larpa. Wyróżnia się bleed-in, będący zjawiskiem przenikania się cech i emocji gracza na postać, oraz bleed-out, będący zjawiskiem przenikania się cech i emocji postaci na gracza.

### Mechanika
Zbiór zasad stosowanych na larpie.
Każdy element mechaniki gry może pełnić jedną z trzech funkcji – augumentacyjną, informacyjną oraz arbitralną.
- Funkcja argumentacyjna: Mechanika gry umożliwia zasymulowanie zjawisk niemożliwych do przedstawienia bez sztucznego zbioru zasad (magia, zaawansowana technologia, seks).
- Funkcja informacyjna: Mechanika gry umożliwia informowanie graczy o cechach postaci.
- Funkcja arbitralna: Mechanika gry umożliwia rozstrzyganie sporów.

Bardzo często na larpach stosowane są mechaniki minimalistyczne, spełniające przedstawione role jedynie dla najczęściej występujących w grze sytuacji. Do najpopularniejszych mechanik minimalistycznych należą DKWDK (niem. Du-Kannst-Was-Du-Kannst: Potrafisz to, co potrafisz) oraz DKWDDK (Du-Kannst-Was-Du-Darstellen-Kannst, niem. Potrafisz to, co potrafisz pokazać).
Powszechnie w Polsce używa się słów bezpieczeństwa Red-Yellow-Green. Jest to skodyfikowany system bezpieczeństwa polegający na dyskretnym sterowaniu przebiegu fabuły za pomocą wcześniej wybranych haseł, tu: Red (użycie oznacza prośbę o natychmiastowe zaprzestanie sceny), Yellow (użycie oznacza prośbę o mniej intensywne odgrywanie sceny) i Green (użycie oznacza prośbę o intensywniejsze odgrywanie sceny).

## Nauka o larpach
Larpy od lat 90. stanowią przedmiot badań teoretyków i badaczy larpowych. Pierwotnie najaktywniejszym ośrodkiem badań larpowych były kraje skandynawskie, jednak od początku XXI wieku badanie larpów staje się coraz to popularniejsze także w innych krajach, w tym w Polsce. Szczególnym zainteresowaniem larpy cieszą się ze strony badaczy gier, socjologów, psychologów oraz teatrologów.

### Knutepunkt
Knutepunkt (norw. miejsce spotkania), to Skandynawska konferencja naukowa dotycząca larpów, odbywająca się corocznie od 1997 roku w Skandynawii. W zależności od roku i lokacji konferencji przybiera ona nazwę Solmukohta (Finlandia), Knudepunkt (Dania) albo Knutpunkt (Szwecja). Jest największą konferencją dotyczącą wyłącznie tematyki larpowej na świecie i wyróżnia się międzynarodowym charakterem (używanym językiem jest angielski). Od 2001 roku (z wyjątkiem 2002) corocznie wydana zostaje z okazji konferencji co najmniej jedna publikacja z artykułami dotyczącymi larpów i teorii larpowej w języku angielskim autorów z całego świata. Wszystkie publikacje są bezpłatnie dostępne w bibliotece larpbase.

### Konferencja Larpowa Kola
Kola to Polska konferencja poświęcona larpom, powstała z inicjatywy Jakuba Tabisza ze Stowarzyszenia Wielosfer. Odbywa się corocznie od trzeciej edycji (2014 rok) w różnych miastach w Polsce, organizowana przez różne grupy i stowarzyszenia larpowe.

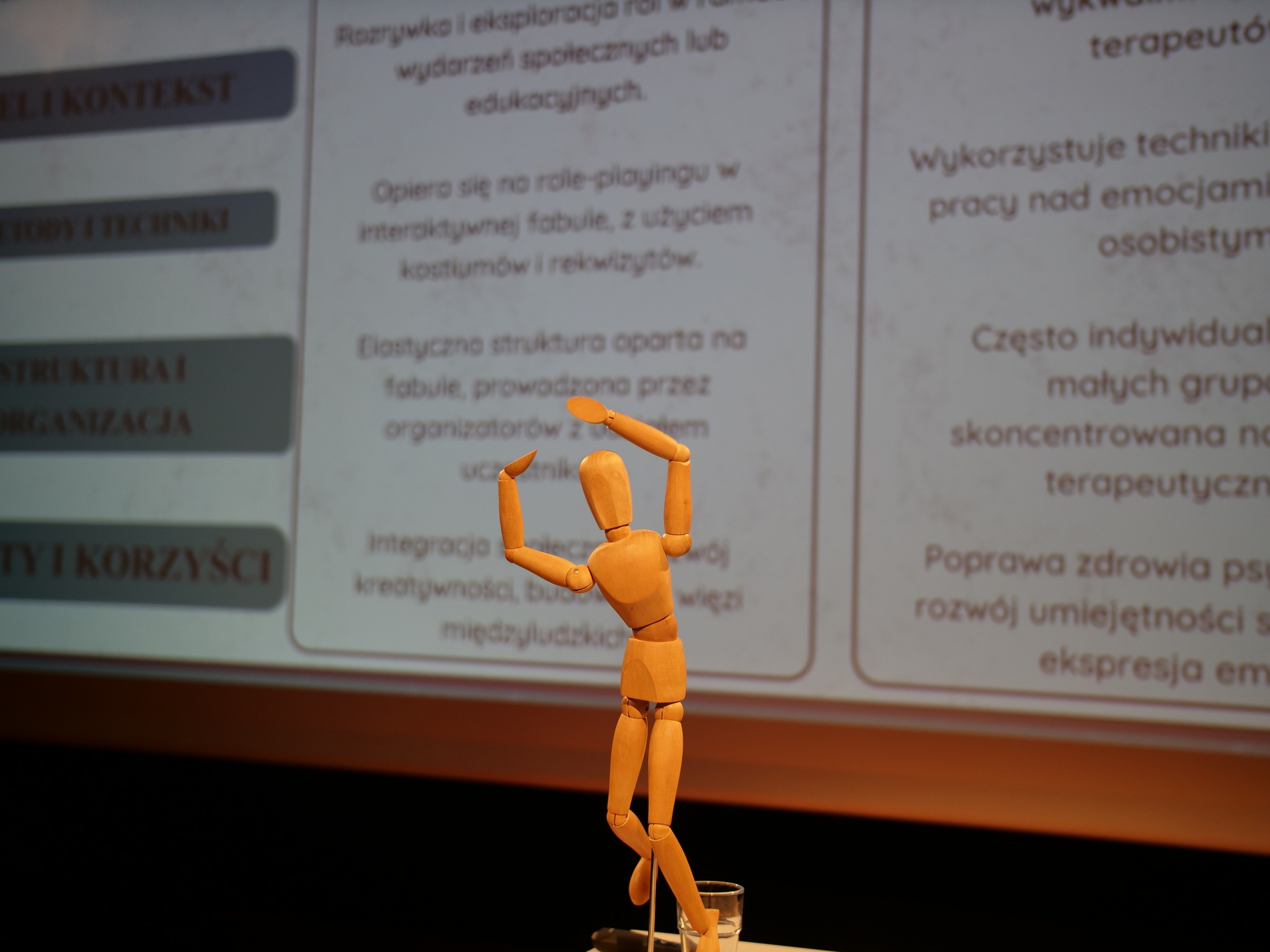
Maskotka KoLi czyli KoloLudek. Przekazywany co roku kolejnym organizatorom.

1. Kola 2012 Wrocław, 14–15 stycznia w budynku C-13 Politechniki Wrocławskiej, organizator: stowarzyszenie Wielosfer
2. Kola 2013 Wrocław, 11–13 stycznia w budynku C-13 Politechniki Wrocławskiej, organizator: stowarzyszenie Wielosfer
3. Kola 2014 Gdynia, 3–5 stycznia w Pomorskim Parku Naukowo-Technologicznym, organizator: stowarzyszenie twórców gier Funreal
4. Kola 2015 Katowice, 2–4 stycznia w Centrum Informacji Naukowej i Bibliotece Akademickiej „CINiBA”, organizator: stowarzyszenie Liveform
5. Kola 2016 Warszawa, 19–21 lutego w Kolegium „Artes Liberales” UW, organizator: Fundacja Immersja
6. Kola 2017 Lublin, 10–12 lutego w Centrum Spotkania Kultur w Lublinie, organizator: grupa LubLarp
7. Kola 2018 Kraków, 23–25 lutego w Artetece Wojewódzkiej Biblioteki Publicznej, organizator: stowarzyszenie Larpownia
8. Kola 2019 Wrocław, 15–17 lutego w Instytucie Filologii Polskiej Uniwersytetu Wrocławskiego, organizator: Akademia Rozwoju „Argos”
9. Kola 2020 Katowice, 24–26 stycznia w Katowice Miasto Ogrodów, organizator: Orkon, stowarzyszenie Liveform, Sabat Team, Fantazjada
10. Kola 2021 online, 19-21 lutego na discordzie, organizator: Fantazjada
11. Kola 2022 online, 22-24 stycznia na discordzie, organizator: stowarzyszenie twórców gier Funreal.
12. Kola 2023 Gdynia, 30 marca – 2 kwietnia w Konsulat Kultury Gdynia, organizator: stowarzyszenie twórców gier Funreal
13. Kola 2024 Poznań, 1-3 marca w Zamek Cesarski w Poznaniu, organizator: stowarzyszenie Larpunk.

Podobnie jak w przypadku Knutepunkt co roku wydawana jest publikacja z artykułami dotyczącymi larpów i teorią larpową, bezpłatnie dostępna w bibliotece na stronie internetowej konferencji i portalu larpbase.

### Edukacja akademicka
W 2013 roku na Uniwersytecie Kazimierza Wielkiego w Bydgoszczy uruchomiony został kierunek o nazwie „Humanistyka drugiej generacji”. Działająca w ramach tego kierunku specjalizacja „Gamedec” między innymi kształci w zakresie projektowania larpów i zapoznaje studentów z teorią larpową.
Od 2018 roku na Uniwersytecie Marii Curie-Skłodowskiej w Lublinie na kierunku produkcja medialna została otwarta specjalizacja produkcja w branży gier, na której prowadzone są zajęcia poświęcone larpom w ramach konwersatorium z reżyserii gry.

### Larpbase
Larpbase to powstały w 2011 roku portal internetowy udostępniający gotowe do prowadzenia scenariusze larpowe, publikacje larpowe z całego świata, rodzime artykuły dotyczące teorii larpowej oraz patronujący coroczną ankietę larpową (od 2012 do 2019). Wszelkie treści na larpbase dostępne są bezpłatnie.

### Larpunk
W 2024 roku na stronie powstała baza scenariuszy na stronie stowarzyszenia larpunk oraz artykuły rozprawiające o larpach. Dostęp do treści jest darmowy.

## Larpy w kulturze popularnej
- The Wild Hunt w reżyserii Alexandre Franchi (premiera 11 września 2009). Kanadyjski thriller nakręcony w rzeczywistej, regularnie używanej scenografii larpowej. Film wzbudził wiele kontrowersji w środowisku larpowym, z jednej strony umiejętnie pokazując rzeczywistość amerykańskich larpów oraz zależność rzeczywistości i tworzonej fikcji, z drugiej – przedstawiając larpy w wyjątkowo niekorzystnym świetle jako śmiertelnie niebezpieczne hobby[44].
- The Knight of Badassdom / Rycerze (nie) na niby w reżyserii Joego Lyncha (premiera 25 września 2013), Amerykańska komedia opowiadająca o graczach larpowych w USA[45].
- LARP w reżyserii Kordiana Kądzieli (premiera 10 sierpnia 2014) – autorski film krótkometrażowy, współrealizowany przez Bractwo Sorontar oraz intensywnie współfinansowany przez polskie środowisko larpowe[46]. Pokaz przedpremierowy odbył się 9 listopada 2013 na Festiwalu Fantastyki Falkon w Lublinie. Obraz nominowany do nagrody Konkurs Młodego Kina w Gdyni[47].
- Dark Dungeons to amerykański film (premiera 16 sierpnia 2014) w reżyserii L. Gabriel Gonda. Jest to krótkometrażowa produkcja o dwóch niewinnych nastolatkach, które pełne marzeń idą na studia, tylko po to by paść satanistycznemu urokowi gier fabularnych[48].
- Szpital odcinek 493 (premiera 30 marca 2016 roku). Epizod paradokumentu skupiający się na trójce nastolatków, którzy wylądowali na izbie przyjęć po niedozwolonym wykorzystaniu na larpie prawdziwej broni[49].

## Larpy w Polsce
Larpy odbywają się w Polsce na festiwalach gier i fantastyki (np. Copernicon, Zjava, Bykon), imprezach larpowych (np. Hardkon, Orkon, Flamberg, Fantazjada, Limes Mundi, Fornost, ZombieLarp) oraz jako pojedyncze dedykowane wydarzenia poświęcone konkretnej grze lub cyklowi, potocznie nazywanych cyklikami (np. HP Live, Szczecin by Night). Na Festiwalach rozgrywane są niemalże wyłącznie chamberlarpy i jeepformy, zaś na dedykowanych imprezach w zależności od obranej formuły jedna wielka gra lub szereg większych i mniejszych gier różnego rodzaju. Larpy cykliczne najczęściej są larpami chamberlarpami dziejącymi się w popularnej konwencji, jak Wampir Maskarada, Legenda Pięciu Kręgów, czy Harry Potter.
Poza festiwalami i dedykowanymi imprezami, larpy organizowane są także przez małe grupy graczy oraz organizacje zajmujące się tematyką larpową np. Liveform na Śląsku i w Warszawie, Stowarzyszenie Fantazjada na Dolnym Śląsku, Stowarzyszenie Larpownia, Fundacja Creatio ex Nihilo we Wrocławiu, Fundacja Flamberg na Śląsku, Stowarzyszenie Twórców Gier Funreal oraz Zardzewiały Topór na Pomorzu; LubLarp w Lublinie; Żywia w Białymstoku; Stowarzyszenie Larpunk, Fundacja Wonderlarp w Łodzi; Fundacja artystyczno-eventowa „Fantazmat” w Bydgoszczy; Fundacja Kikimora Production; firma LarpVenture, firma 5 Żywiołów.
Najbardziej aktywnym ogólnopolskim forum środowiska larpowego jest grupa Facebookowa „Larp Poland” oraz serwer na Discordzie „Larp Polska”
W 2012 r. miał miejsce największy polski projekt edukacyjny, wykorzystujący larpy. Stowarzyszenie Pospolite Ruszenie Szlachty Ziemi Krakowskiej zrealizowało Projekt DEMOkracja, podczas którego ponad 1100 uczniów szkół gimnazjalnych wzięło udział w 64 larpach. Fabuła spotkań skupiona była wokół problemu Rokoszu Zebrzydowskiego z 1606 roku a uczestnicy wcielali się w role różnorodnie politycznie zorientowanych posłów szlacheckich.
W latach 2014–2015 w Lublinie odbyły się dwa cykle szkoleń LubLarp, poświęconych larpom dla graczy i twórców gier. Larpowcy z całej Polski dzielili się z uczestnikami wiedzą i doświadczeniem, pozwalającym na zdobycie całokształtu umiejętności potrzebnych do tworzenia larpów, od improwizacji i budowania postaci, przez tworzenie fabuł i mechanik, kostiumy i charakteryzację, scenografię i logistykę, aż po tematykę zarządzania projektem.
W roku 2024 w ramach Krajowego Planu Odbudowy, miały miejsce 3 projekty larpowe.
- Creative Futures – Międzynarodowy Festiwal Sztuki Larpowej na rzecz zrównoważonego jutra, który odbył się w Łodzi. Łączył on granie larpów wraz z prelekcjami zarówno w języku polskim jak i angielskim[70].
- Cykl spotkań larpotwórczych i larpowych – seria otwartych prelekcji w trybie hybrydowym. Nagrania z nich są dostępne na kanale YouTube
- Dokumentacja i Archiwizacja Zaginionych Larpów – projekt opracowania nowych scenariuszów larpowych w formie print&play, zarówno pochodzenia polskiego jak i międzynarodowego[43].

Aktualnie w Polsce odbywają się 2 konkursy larpowe. Pierwszym z nich jest Carbon, odbywający się w Katowicach od 2022 roku. W swoich założeniach gry finałowe powinny być nowymi grami na elastyczną ilość osób, ale na nie mniej niż 10 graczy. Tematyka larpa jest dowolna. Każdy twórca dostaje złożony feedback oraz statuetkę. Drugim natomiast są Kryszałowe Pierniki, czyli konkurs dziejący się podczas konwentu Copernicon od 2024 roku. W swoim założeniu gry powinny być elastyczne na poziomie ± 2 graczy. Tematyka również jest dowolna, a twórcy mogą wybrać kryteria, którymi będą mniej lub bardziej oceniani. Zwycięzca dostaje statuetkę oraz upominek. Wyróżnione gry powinny być następnie udostępnione w formie print&play.

## Archiwum larpów polskich
Środowisko larpowe stale się zmienia, w rezultacie wiele organizacji, wydarzeń i imprez, które współtworzyły scenę larpową są aktualnie projektami, które zakończyły działalność.

### Konkursy larpowe
- Plebiscyt Larpowy Larpowe Laury. Działał w latach 2017-2024. W tym czasie odbyło się łącznie 5 edycji. Zakładał, że finałowe gry będą rozgrywane podwójnie – zarówno przez 11 sędzi, jak i 11 uczestników w ramach odsłony otwartej. Zwycięzca otrzymywał nagrodę pieniężną[73].
- Larpy Najwyższych Lotów. Konkurs Larpowy odbywający się w ramach konwentu Falkon. Odbyły się łącznie 3 edycje w latach 2013-2015. Co roku konkurs miał inny motyw przewodni. Zwycięski larp otrzymywał tytuł Larpa Najwyższych Lotów, a jego twórcy statuetkę Sokoła i jedno miejsce w jury w następnym roku[74].
- Złote Maski, które odbywały się w ramach festiwalu fantastyki Pyrkon w latach 2010–2016. Zwycięzcy otrzymywali statuetki oraz upominek w postaci vouchera lub ubrań larpowych[75].
- Złota Brama. Odbyła się jedna edycja konkursu w 2008 roku. Był on o tyle wyjątkowy, że w swojej formule brał po uwagę larpy terenowe.

### Grupy Larpowe
Jako wyznacznik wymarłości organizacji larpowych stanowi brak aktywności jednostki po pandemii (2022 rok i później). Niemniej, nie można im odmówić wkładu w rozwój larpów w Polsce, Wśród nich znajdują się: Wielosfer; Argos; Grimuar; Bractwo Ofensywa; Sabat Team; Warszawskie stowarzyszenie larpowe – Wawa LARP; Bractwo Sorontar na Opolszczyźnie; Bydgoskie Koło Larpowe; Większość grup larpowych dalej jest oznaczona jest na Google Maps.

### Imprezy larpowe

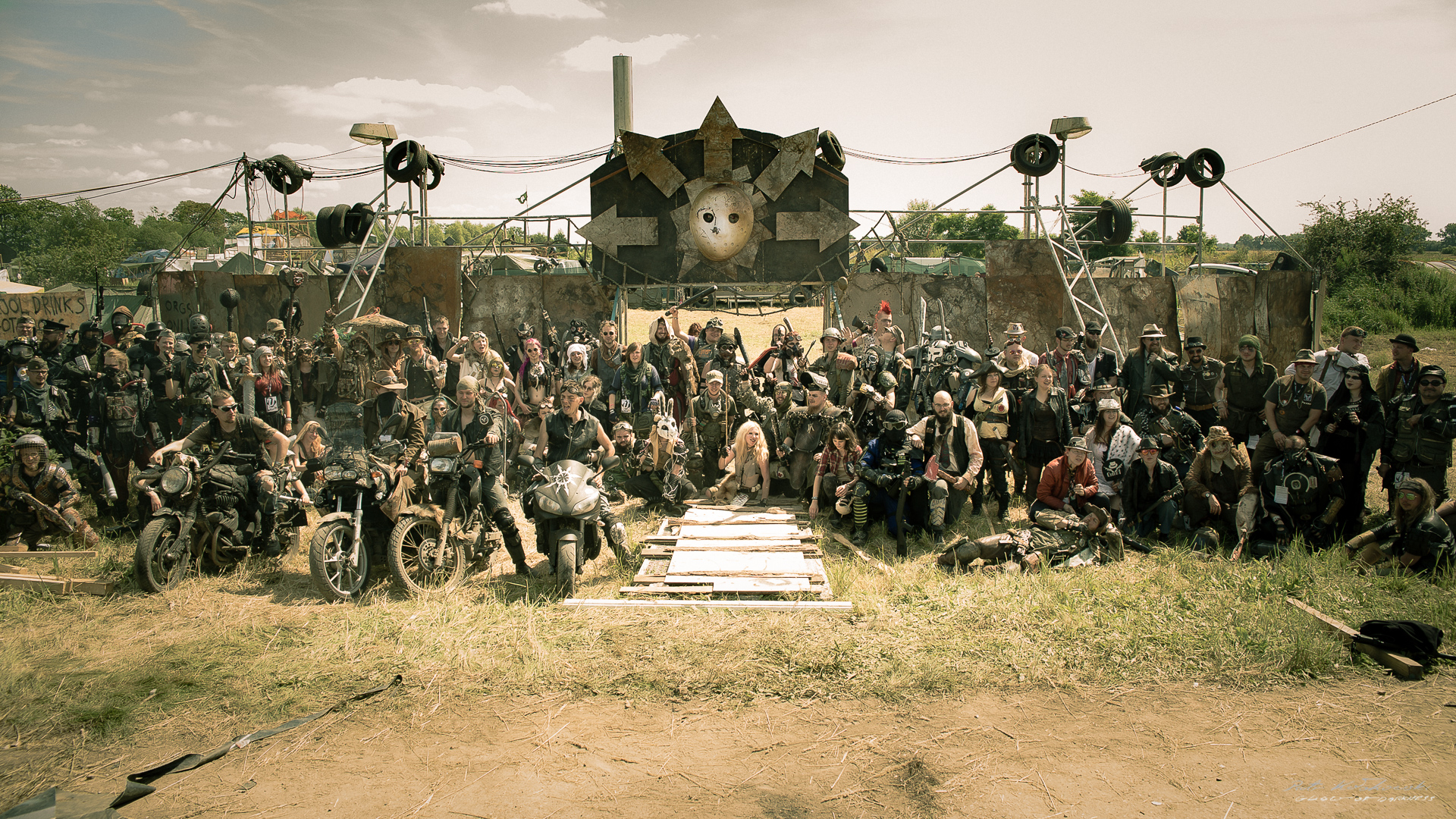
Miasteczko OldTown

- OldTown Festiwal (2005–2021). Największy w Europie festiwal utrzymywany w konwencji postapokaliptycznej. Łącznie odbyło się 15 edycji.

- Teomachia (2010–2017). Larpowy konwent fantasy, dziejący się w miejscowości Rogóżka[85].
- New Age (2010–2022). Seria larpów w konwencji steampunk science fiction. Organizatorzy ogłosili, że projekt ma status „on hold” i może powrócić w przyszłości[86].
- SPOT – spotkanie z larpami (2010–2022). Konwent larpowy w Przywidzu organizowany przez Zardzewiały Topór[87].
- LubLarp Festiwal (2014–2023). Festiwal larpowy organizowany przez LubLarp w Lublinie. Odbyło się łącznie 7 edycji[88].
- DreamHaven (2015–2018). Festiwal Larpowych Innowacji na „Przystanku Alaska” w Gliśnie Wielkim[89].
- Battle Quest (2015–2019). Największy larp bitewny w Polsce w konwencji Warhammera, który podczas ostatniej edycji zebrał ok. 800 uczestników[90]. Odbywał się na terenie Fortu Prusy w Nysie[91], organizowany przez firmę 5 Żywiołów.
- The Witcher School (2015–2022). Seria larpowa osadzona w uniwersum sagi o wiedźminie autorstwa Andrzeja Sapkowskiego, organizowana przez 5 Żywiołów. Na przestrzeni lat odbyło się prawie 40 edycji[92].